# Partia Konserwatywna
Die Partia Konserwatywna (PK) war eine polnische konservative Partei, die in den Jahren von 1992 bis 1997 existierte und in dieser Zeit von Aleksander Hall geführt wurde.

## Geschichte
Die Partei entstand am 6. Dezember 1992 (die formale Registrierung erfolgte am 19. Februar 1993). Sie wurde von einem Teil der Mitglieder des Forums der Demokratischen Rechten gegründet, die innerhalb der Unia Demokratyczna (Demokratische Union – UD) tätig war. Es traten auch Funktionäre der Koalicja Republikańska (Republikanische Koalition), des Kongres Liberalno-Demokratyczny (Liberal-demokratischer Kongress – KLD), sowie der sogenannten Oberschlesischen Konservativ-Liberalen Gruppe. Im Sejm traten ihre bereits vorher gewählten Vertreter (8 Abgeordnete, davon 6 der UD und 2 des KLD) der Fraktion Konwencja Polska bei.
In den Sejm-Wahlen des Jahres 1993 trat die Partia Konserwatywna im Wahlbündnis Katolicki Komitet Wyborczy "Ojczyzna" (Katholisches Wahlkomitee "Vaterland"), das 878 445 Stimmen erhielt (6,37 % der Stimmen) und damit nicht die Sperrklausel von 8 % für Wahlbündnisse erreichen konnte.
Im Herbst 1993 schloss sich die Partei der Koalition "Vereinigung 11. November" (am 11. November 1918 errang Polen erneut die staatliche Unabhängigkeit). Im Februar 1994 verließen einige wichtige Funktionäre die Partei, so z. B. Kazimierz Michał Ujazdowski und Paweł Zalewski, die ihrerseits die Koalicja Konserwatywna (Konservative Koalition – KD) gründeten. Ein Jahr später unterstützte die PK in den Präsidentschaftswahlen 1995 die Kandidatin Hanna Gronkiewicz-Waltz. 1996 wurde eine Vereinbarung zur Zusammenarbeit mit der Unia Wolności unterschrieben, die jedoch bald darauf der Akcja Wyborcza Solidarność (AWS) beitrat.
Im Januar 1997 ging die PK in die Stronnictwo Konserwatywno-Ludowe (Konservative Volkspartei – SKL) auf und wurde aufgelöst.

## Führende Politiker
- Paweł Adamowicz
- Michał Chałoński
- Piotr Fogler
- Aleksander Hall
- Jacek Karnowski
- Jan Kozłowski
- Maciej Płażyński
- Andrzej Raj
- Arkadiusz Rybicki
- Mirosław Styczeń
- Kazimierz Michał Ujazdowski
- Wiesław Walendziak
- Paweł Zalewski